# Centro feste
Centro feste (Party Central) è un cortometraggio statunitense del 2014 realizzato in computer grafica diretto da Kelsey Mann.
Il film è il secondo sequel/midquel del franchise Monsters & Co. della Pixar Animation Studios, dopo il precedente corto La nuova macchina di Mike. La trama ha luogo subito dopo gli eventi del film Monsters University.

## Trama
Mike e Sulley fanno visita all'università durante il fine settimana, per vedere cosa stiano facendo i loro confratelli dell'Oozma Kappa. Il gruppo sta organizzando la loro prima festa, ma nessuno si presenta. Tuttavia Mike e Sulley hanno un piano per ravvivare la casa. Utilizzando un videocitofono in prestito, si intrufolano in una festa presso la confraternita Roar Omega Roar portando via tutto il loro cibo e tutti gli ospiti per riempire la propria casa Oozma Kappa. La corsa li porta attraverso le porte della camera da letto di una coppia sposata, disturbando ripetutamente il loro sonno.
Una volta riusciti a riempire la propria festa, la madre di Scott "Soufflé" Squibbles, Sherri, finisce per trovarcisi in mezzo mentre sta facendo un carico di biancheria. Sherri è arrabbiata con la confraternità, ma solo perché non l'hanno invitata. Dopo aver acceso un falò sul prato, Sherri presenta alla folla una "door jamming", ovvero saltare dal tetto con l'aiuto di due porte per atterrare in sicurezza sul prato. Gli ospiti si congratulano con gli Oozma Kappa per aver organizzato una grande festa, e molti di loro decidono di unirsi alla confraternità.
In una scena dopo i titoli di coda, il marito e la moglie svegliano il loro figlio Timmy e chiedono se possono dormire con lui, dicendo che ci sono dei mostri nel loro armadio. Il figlio risponde loro con veemenza: "E io ho provato a dirvelo non so quante volte!".

## Distribuzione
Il cortometraggio ha debuttato nelle sale cinematografiche statunitensi accanto al film live-action della Walt Disney Pictures Muppets 2 - Ricercati mentre in Italia è stato inserito esclusivamente nel DVD I corti Pixar - Vol. 3.